# 취락당
취락당(㝡樂堂)은 대한민국 전북특별자치도 남원시에 있는 정자이다. 1999년 7월 9일 전라북도의 문화재자료 제149호로 지정되었다.

## 개요
지금부터 약500여년전 조선 중종때 경주김씨 수은공 김충한 5세손 별제공 익기가 처음 지었으며 그의 손자 선이 성균관 격의를 사임하고 낙향하여 후진 교육에 힘쓴곳으로 지금도 9姓 14家儒賢 100여명의 후손들이 향약 文會契를 계승하고 있으며 귀향시 성균관앞 文木(은행나무) 한가지를 꺽어다 심었는 늙은 은행나무가 400년간 堂을 지키고 있다.

## 참고 자료
- 취락당 - 국가유산청 국가유산포털